# OrigamiSat-1
OrigamiSat-1, auch Fuji-OSCAR 98 und FO-98 war ein japanischer 3U-CubeSat. Die Bezeichnung OrigamiSat stammt vom Namen der Forschungsgruppe „ORganizatIon of research Group on Advanced deployable Membrane structures for Innovative space science Project“ ab. Nach dem erfolgreichen Start und dem Empfang der ersten Telemetrie wurde dem Satelliten die OSCAR-Nummer 98 durch die AMSAT-NA vergeben, sodass der Satellit auch die Bezeichnung „Fuji-OSCAR 98“ trägt.
OrigamiSat-1 war der erste Satellit dieser Forschungsgruppe der Technischen Hochschule Tokyo. Der Satellit umfasste ein Experiment zum Einsatz einer Membranstruktur. Das Membran-Entfaltungssystem stellte eine integrierte Membranstruktur bereit. Das Membranfaltungsmuster (Rotations-Schrägfaltung) ermöglichte die Anbringung von Dünnfilmvorrichtungen auf der Membran, beispielsweise von Dünnfilmsolarzellen und dünnen Phased-Array-Antennen. Der Satellit verfügte über eine Kamera, welche Aufnahmen von der entfalteten Membran macht. Weiterhin trug OrigamiSat-1 ein 5,8-GHz-Hochgeschwindigkeits-Downlink-Experiment, mit einer Datenrate von 115 kbps.

## Mission
OrigamiSat-1 wurde am 18. Januar 2019 mit einer Epsilon-Trägerrakete vom Uchinoura Space Center in Japan, zusammen mit RAPIS 1, ALE 1, Hodoyoshi 2, MicroDragon, AOBA-VELOX 4 und NEXUS, gestartet.
Der Satellit wurde am 27. Januar 2019 erstmals als aktiv auf der "AMSAT Live OSCAR Satellite Status Page" gemeldet.
Der Satellit ist am 30. April 2022 beim Wiedereintritt in die Atmosphäre verglüht.

## Frequenzen
Die Frequenzen für den Satelliten mit dem Rufzeichen JS1YAX wurden von der International Amateur Radio Union koordiniert:
- 437,505 MHz 1200 bps AFSK
- 437,497 MHz CW-Bake
- 5.840,000 MHz 115 kbps